# Llista d'asteroides/106301–106400
| Nom      | Designació provisional | Data de descobriment | Lloc de descobriment | Descobridor/s  |
| -------- | ---------------------- | -------------------- | -------------------- | -------------- |
| 106301 - | 2000 UJ86              | 31 d'octubre, 2000   | Socorro              | LINEAR         |
| 106302 - | 2000 UJ87              | 31 d'octubre, 2000   | Socorro              | LINEAR         |
| 106303 - | 2000 UO87              | 31 d'octubre, 2000   | Socorro              | LINEAR         |
| 106304 - | 2000 UO88              | 31 d'octubre, 2000   | Socorro              | LINEAR         |
| 106305 - | 2000 UD90              | 24 d'octubre, 2000   | Socorro              | LINEAR         |
| 106306 - | 2000 UU91              | 25 d'octubre, 2000   | Socorro              | LINEAR         |
| 106307 - | 2000 UD92              | 25 d'octubre, 2000   | Socorro              | LINEAR         |
| 106308 - | 2000 UN92              | 25 d'octubre, 2000   | Socorro              | LINEAR         |
| 106309 - | 2000 UU92              | 25 d'octubre, 2000   | Socorro              | LINEAR         |
| 106310 - | 2000 UX92              | 25 d'octubre, 2000   | Socorro              | LINEAR         |
| 106311 - | 2000 UL93              | 25 d'octubre, 2000   | Socorro              | LINEAR         |
| 106312 - | 2000 UC94              | 25 d'octubre, 2000   | Socorro              | LINEAR         |
| 106313 - | 2000 UE94              | 25 d'octubre, 2000   | Socorro              | LINEAR         |
| 106314 - | 2000 UJ94              | 25 d'octubre, 2000   | Socorro              | LINEAR         |
| 106315 - | 2000 UP94              | 25 d'octubre, 2000   | Socorro              | LINEAR         |
| 106316 - | 2000 UA96              | 25 d'octubre, 2000   | Socorro              | LINEAR         |
| 106317 - | 2000 UK96              | 25 d'octubre, 2000   | Socorro              | LINEAR         |
| 106318 - | 2000 UP97              | 25 d'octubre, 2000   | Socorro              | LINEAR         |
| 106319 - | 2000 UD98              | 25 d'octubre, 2000   | Socorro              | LINEAR         |
| 106320 - | 2000 UN98              | 25 d'octubre, 2000   | Socorro              | LINEAR         |
| 106321 - | 2000 US98              | 25 d'octubre, 2000   | Socorro              | LINEAR         |
| 106322 - | 2000 UQ99              | 25 d'octubre, 2000   | Socorro              | LINEAR         |
| 106323 - | 2000 UD100             | 25 d'octubre, 2000   | Socorro              | LINEAR         |
| 106324 - | 2000 UD101             | 25 d'octubre, 2000   | Socorro              | LINEAR         |
| 106325 - | 2000 UE101             | 25 d'octubre, 2000   | Socorro              | LINEAR         |
| 106326 - | 2000 UN101             | 25 d'octubre, 2000   | Socorro              | LINEAR         |
| 106327 - | 2000 UF102             | 25 d'octubre, 2000   | Socorro              | LINEAR         |
| 106328 - | 2000 UV102             | 25 d'octubre, 2000   | Socorro              | LINEAR         |
| 106329 - | 2000 UL104             | 25 d'octubre, 2000   | Socorro              | LINEAR         |
| 106330 - | 2000 UU104             | 25 d'octubre, 2000   | Socorro              | LINEAR         |
| 106331 - | 2000 UW105             | 29 d'octubre, 2000   | Socorro              | LINEAR         |
| 106332 - | 2000 UO106             | 30 d'octubre, 2000   | Socorro              | LINEAR         |
| 106333 - | 2000 UC107             | 30 d'octubre, 2000   | Socorro              | LINEAR         |
| 106334 - | 2000 UM107             | 30 d'octubre, 2000   | Socorro              | LINEAR         |
| 106335 - | 2000 UV107             | 30 d'octubre, 2000   | Socorro              | LINEAR         |
| 106336 - | 2000 UW107             | 30 d'octubre, 2000   | Socorro              | LINEAR         |
| 106337 - | 2000 UZ107             | 30 d'octubre, 2000   | Socorro              | LINEAR         |
| 106338 - | 2000 UE108             | 30 d'octubre, 2000   | Socorro              | LINEAR         |
| 106339 - | 2000 UT108             | 31 d'octubre, 2000   | Socorro              | LINEAR         |
| 106340 - | 2000 UV108             | 31 d'octubre, 2000   | Socorro              | LINEAR         |
| 106341 - | 2000 UZ108             | 31 d'octubre, 2000   | Socorro              | LINEAR         |
| 106342 - | 2000 UP110             | 31 d'octubre, 2000   | Socorro              | LINEAR         |
| 106343 - | 2000 UT110             | 25 d'octubre, 2000   | Socorro              | LINEAR         |
| 106344 - | 2000 UC111             | 26 d'octubre, 2000   | Kitt Peak            | Spacewatch     |
| 106345 - | 2000 UQ111             | 29 d'octubre, 2000   | Kitt Peak            | Spacewatch     |
| 106346 - | 2000 UA112             | 29 d'octubre, 2000   | Kitt Peak            | Spacewatch     |
| 106347 - | 2000 UG112             | 31 d'octubre, 2000   | Socorro              | LINEAR         |
| 106348 - | 2000 UJ112             | 25 d'octubre, 2000   | Socorro              | LINEAR         |
| 106349 - | 2000 VE                | 1 de novembre, 2000  | Desert Beaver        | W. K. Y. Yeung |
| 106350 - | 2000 VM1               | 1 de novembre, 2000  | Socorro              | LINEAR         |
| 106351 - | 2000 VH2               | 1 de novembre, 2000  | Socorro              | LINEAR         |
| 106352 - | 2000 VA3               | 1 de novembre, 2000  | Kitt Peak            | Spacewatch     |
| 106353 - | 2000 VX3               | 1 de novembre, 2000  | Socorro              | LINEAR         |
| 106354 - | 2000 VD4               | 1 de novembre, 2000  | Socorro              | LINEAR         |
| 106355 - | 2000 VS4               | 1 de novembre, 2000  | Socorro              | LINEAR         |
| 106356 - | 2000 VX4               | 1 de novembre, 2000  | Socorro              | LINEAR         |
| 106357 - | 2000 VD5               | 1 de novembre, 2000  | Socorro              | LINEAR         |
| 106358 - | 2000 VE5               | 1 de novembre, 2000  | Socorro              | LINEAR         |
| 106359 - | 2000 VP6               | 1 de novembre, 2000  | Socorro              | LINEAR         |
| 106360 - | 2000 VB7               | 1 de novembre, 2000  | Socorro              | LINEAR         |
| 106361 - | 2000 VK7               | 1 de novembre, 2000  | Socorro              | LINEAR         |
| 106362 - | 2000 VB8               | 1 de novembre, 2000  | Socorro              | LINEAR         |
| 106363 - | 2000 VE8               | 1 de novembre, 2000  | Socorro              | LINEAR         |
| 106364 - | 2000 VO8               | 1 de novembre, 2000  | Socorro              | LINEAR         |
| 106365 - | 2000 VS8               | 1 de novembre, 2000  | Socorro              | LINEAR         |
| 106366 - | 2000 VM9               | 1 de novembre, 2000  | Socorro              | LINEAR         |
| 106367 - | 2000 VQ9               | 1 de novembre, 2000  | Socorro              | LINEAR         |
| 106368 - | 2000 VZ9               | 1 de novembre, 2000  | Socorro              | LINEAR         |
| 106369 - | 2000 VE10              | 1 de novembre, 2000  | Socorro              | LINEAR         |
| 106370 - | 2000 VT10              | 1 de novembre, 2000  | Socorro              | LINEAR         |
| 106371 - | 2000 VA11              | 1 de novembre, 2000  | Socorro              | LINEAR         |
| 106372 - | 2000 VJ11              | 1 de novembre, 2000  | Socorro              | LINEAR         |
| 106373 - | 2000 VP11              | 1 de novembre, 2000  | Socorro              | LINEAR         |
| 106374 - | 2000 VQ11              | 1 de novembre, 2000  | Socorro              | LINEAR         |
| 106375 - | 2000 VT13              | 1 de novembre, 2000  | Socorro              | LINEAR         |
| 106376 - | 2000 VW13              | 1 de novembre, 2000  | Socorro              | LINEAR         |
| 106377 - | 2000 VY13              | 1 de novembre, 2000  | Socorro              | LINEAR         |
| 106378 - | 2000 VG14              | 1 de novembre, 2000  | Socorro              | LINEAR         |
| 106379 - | 2000 VL14              | 1 de novembre, 2000  | Socorro              | LINEAR         |
| 106380 - | 2000 VE15              | 1 de novembre, 2000  | Socorro              | LINEAR         |
| 106381 - | 2000 VB16              | 1 de novembre, 2000  | Socorro              | LINEAR         |
| 106382 - | 2000 VF16              | 1 de novembre, 2000  | Socorro              | LINEAR         |
| 106383 - | 2000 VG16              | 1 de novembre, 2000  | Socorro              | LINEAR         |
| 106384 - | 2000 VQ16              | 1 de novembre, 2000  | Socorro              | LINEAR         |
| 106385 - | 2000 VH17              | 1 de novembre, 2000  | Socorro              | LINEAR         |
| 106386 - | 2000 VP17              | 1 de novembre, 2000  | Socorro              | LINEAR         |
| 106387 - | 2000 VR17              | 1 de novembre, 2000  | Socorro              | LINEAR         |
| 106388 - | 2000 VV17              | 1 de novembre, 2000  | Socorro              | LINEAR         |
| 106389 - | 2000 VN20              | 1 de novembre, 2000  | Socorro              | LINEAR         |
| 106390 - | 2000 VR20              | 1 de novembre, 2000  | Socorro              | LINEAR         |
| 106391 - | 2000 VZ21              | 1 de novembre, 2000  | Socorro              | LINEAR         |
| 106392 - | 2000 VB22              | 1 de novembre, 2000  | Socorro              | LINEAR         |
| 106393 - | 2000 VW22              | 1 de novembre, 2000  | Socorro              | LINEAR         |
| 106394 - | 2000 VG24              | 1 de novembre, 2000  | Socorro              | LINEAR         |
| 106395 - | 2000 VL24              | 1 de novembre, 2000  | Socorro              | LINEAR         |
| 106396 - | 2000 VQ24              | 1 de novembre, 2000  | Socorro              | LINEAR         |
| 106397 - | 2000 VO25              | 1 de novembre, 2000  | Socorro              | LINEAR         |
| 106398 - | 2000 VP25              | 1 de novembre, 2000  | Socorro              | LINEAR         |
| 106399 - | 2000 VS25              | 1 de novembre, 2000  | Socorro              | LINEAR         |
| 106400 - | 2000 VO27              | 1 de novembre, 2000  | Socorro              | LINEAR         |